# Hundeführer

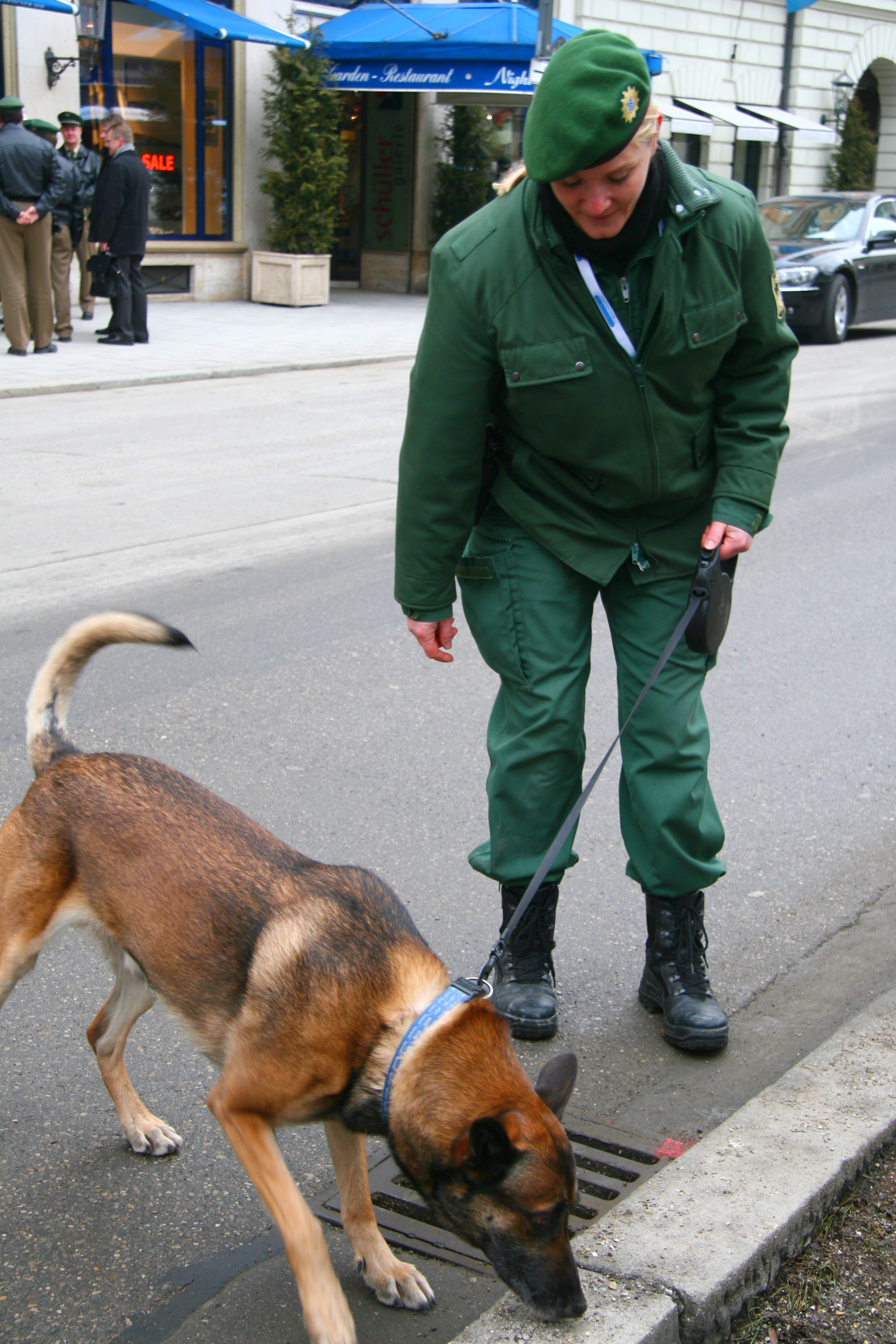
Der Diensthundführer ist eine berufliche Funktion bei der Polizei

Ein Hundeführer ist eine Person, die das Verhalten eines Hundes unter Kontrolle hat oder unter Kontrolle haben kann. Dazu dienen  Gestik (Sichtzeichen) und Sprache (Hörzeichen,  siehe auch: Hundekommandos und Hundepfeife), gegebenenfalls eine Hundeleine.
Ein Hundeführer ist im öffentlichen Verkehrsraum ein Verkehrsteilnehmer und rechtlich voll für das Verhalten seines Hundes verantwortlich. Er hat die Verkehrssicherungspflicht. Wird eine Person z. B. von einem Hund gebissen, kann der Hundeführer unter Umständen wegen fahrlässiger Körperverletzung belangt werden.
Das Oberlandesgericht Düsseldorf prägte in einem Beschluss 2008 folgenden Leitsatz: „Einen Hund führt, wer die tatsächliche Herrschaft über den Hund ausübt, indem er nach eigenem Willen auf den Hund einwirkt oder einwirken kann. Führen zwei Personen einen gemeinsam gehaltenen oder beaufsichtigten Hund aus, sind beide als Hundeführer dafür mitverantwortlich, dass die Anleinpflicht beachtet wird.“
Hunde, die regelmäßig oder häufig mit einem Hundeführer zusammenarbeiten, haben oft ein Vertrauensverhältnis (Siehe auch: Bindung) zu der Person. Ein Hundehalter kann, muss aber nicht der Hundeführer sein.
Hundeführer werden als solche insbesondere dann bezeichnet, wenn sie einen Hund im Hundesport führen, im Team mit einem Rettungshund arbeiten, oder beruflich einen Diensthund führen. In diesen Fällen haben Hundeführer jeweils unterschiedlich gelagerte Ausbildungen durchlaufen und ihre Sachkunde nachgewiesen. In diesen Bereichen ist die Abkürzung HF für den Hundeführer üblich. Innerhalb der FCI findet sich diese Abkürzung auch in englischsprachigen Dokumenten für den Handler (= Hundeführer).